# Медиц, Карл

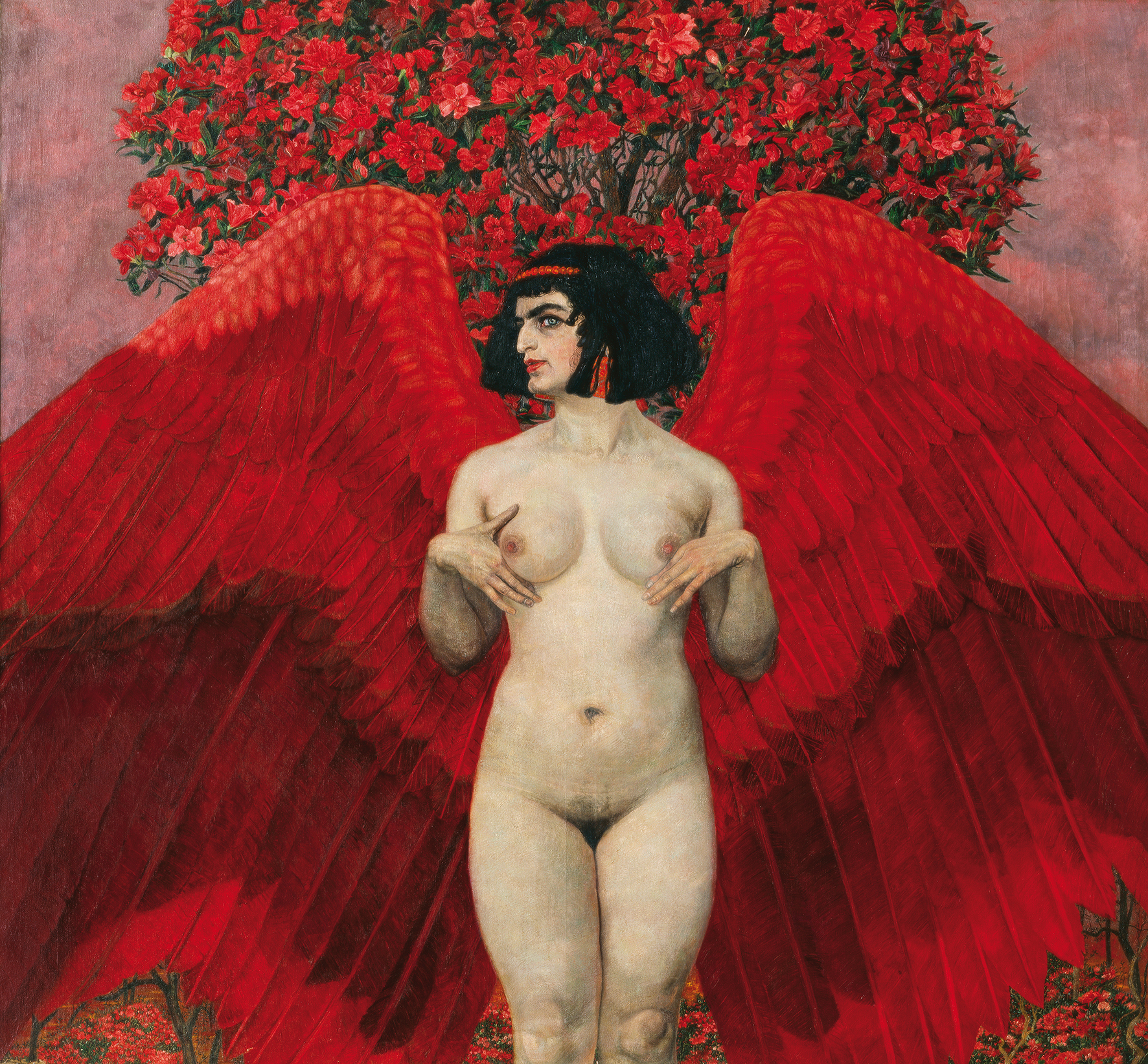
Красный ангел. 1902

Портрет жены художника. 1939

Карл Ме́диц (нем. Karl Mediz; 4 июня 1868, Вена — 11 января 1945, Дрезден) — австрийский художник, пейзажист, график. Символист.

## Биография

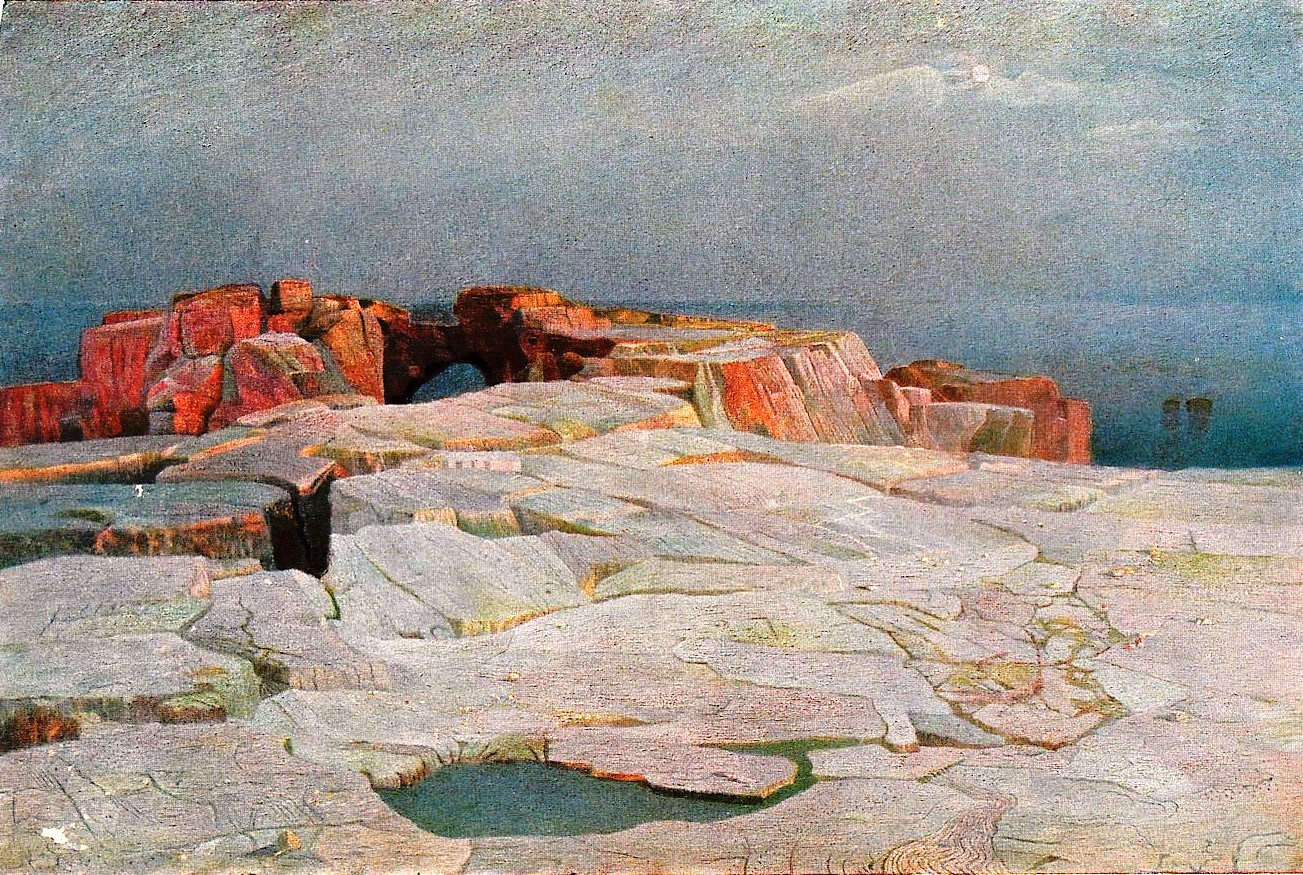
Пейзаж

Сын торговца. Художественный талант юного Карла отмечал Фридрих фон Амерлинг. Обучался в венской Академии изобразительного искусства под руководством Кристиана Грипенкерля и Фрица Лаллеманда, затем в мюнхенской академии художеств, где был учеником Александра Деметриуса Гольца. Продолжил учёбу в частной Академии Жюлиана в Париже.
После длительный период жил в колонии художников в Дахау. В 1889—1890 встретил молодую художницу Эмилию Пеликан и в 1891 году женился за ней. При финансовой поддержке друзей в 1892 вместе они побывали в Тироле, жили в Италии, путешествовали по побережью Адриатики.
Семья художников жила в Вене в бедности, так как их работы не находили покупателей. В 1894 они переехали жить в Дрезден. С 1902 по 1912 Карл Медиц был членом ассоциации художников «Хагенбунд».
В 1903 году вместе с женой участвовал в коллективной выставке ассоциации художников «Хагенбунд» в Вене. В Дрездене в 1904 показал свои графические работы, в 1905 и 1906 выставлялся в Доме художника в Берлине. В 1911 его картины были представлены на австрийской художественной выставке в Риме.
После смерти жены в 1908 отошёл от активной общественной жизни. Умер незадолго до разрушительной бомбардировки Дрездена.

## Творчество
Карл Медиц — художник-пейзажист. Занимался также портретной живописью. После смерти своей жены создавал преимущественно графические произведения.
В картинах К. Медица ощутимо влияние творчества Фердинанда Ходлера и Джованни Сегантини.